# Givenchy

Маленькое чёрное платье и шляпа от Живанши для Одри Хепбёрн в фильме «Завтрак у Тиффани» (1961)

Givenchy (произ. Живанши́) — французский модный дом, который был создан дизайнером Юбером де Живанши в 1952 году. Специализируется на выпуске одежды, обуви, аксессуаров и парфюмерии. Принадлежит транснациональной компании LVMH. Со 2 мая 2017 года по 10 апреля 2020 года его художественным руководителем была Клэр Уэйт Келлер, первая женщина, занявшая эту должность. 15 июня 2020 года Мэтью М. Уильямс сменил Клэр Уэйт Келлер на посту креативного директора дома. В сентябре 2024 года новым креативным директором Givenchy стала Сара Бертон.

## История
В 1952 году Юбер де Живанши и Явани Роберт Дюрфи основали свой собственный модный дом и выпустили коллекцию одежды под названием Les Séparables с юбками и блузками из хлопка.
Живанши получил признание критиков, когда журнал Vogue оценил его коллекцию. Газета The New York Times опубликовала целую статью, посвященную Живанши под названием «Рождается звезда».
Такие модели, как Сьюзи Паркер и Дориан Ли, стали музами дома.
В 1953 году Юбер де Живанши начал сотрудничать с киноактрисой Одри Хепбёрн, тогда только начинавшей свою карьеру в Голливуде. Вместе они создали стиль, в котором утонченная элегантность сочеталась с естественной красотой. Она демонстрировала образы от Givenchy в таких фильмах, как Сабрина, Как украсть миллион, Завтрак у Тиффани и Шарада. Одри Хепбёрн была музой дома в течение сорока лет. В 1961 году она закрепила репутацию Givenchy, надев знаменитое маленькое черное платье в фильме Завтрак у Тиффани.
В 1957 году Живанши создал цветочный альдегидный аромат L'Interdit, предназначенный исключительно для мисс Хепбёрн.
В 1954 году Юбер де Живанши представил первое платье-рубашку. Он был первым дизайнером высокой моды, создавшим роскошную прет-а-порте коллекцию одежды под названием Givenchy Université, которая шилась в Париже с использованием оборудования, импортированного из США. Прежде чем он смог подписать контракт на эту коллекцию, Юбер де Живанши выкупил все акции своего модного дома у Луи Фонтейна.
В 1956 году Кристобаль Баленсиага и Юбер де Живанши представили свою коллекцию в Нью-Йорке во время благотворительного гала-концерта в помощь американской больнице в Париже.
В 1969 году Юбер де Живанши запустил свою линию мужской одежды Gentleman Givenchy. Бутик был открыт в ноябре.  Позже он представил короткое платье.
По совету Кристобаля Баленсиаги, Живанши разработал свои лицензии в 1970-х годах, чтобы защитить коллекции высокой моды. В 1971 году он создал коллекцию вышитых пальто в честь Жоржа Брака и Жоана Миро.
В этот период дом Живанши расширил свою деятельность, начав создавать обувь, украшения, галстуки, посуду, обивку мебели и кимоно. Юбер де Живанши был приглашен для оформления интерьеров отелей Hilton по всему миру и автомобиля Continental Mark V.
В 1987 году модный дом Givenchy был выкуплен французским концерном LVMH, владеющим также такими парижскими домами моды, как Christian Dior, Louis Vuitton, Christian Lacroix и Céline.
В 1995 году Юбер де Живанши был вынужден оставить свой модный дом. По решению владельца LVMH Бернара Арно на его место был приглашён Джон Гальяно, тут же привлёкший к себе внимание своими вычурными и одновременно провокационными коллекциями, продемонстрированными с неожиданным для того времени театральным эффектом. На волне такого успеха Арно поручил Гальяно художественное руководство другим, ещё более важным для него домом моды — Christian Dior, где тот оставался почти 15 лет, вплоть до начала 2011 года. 

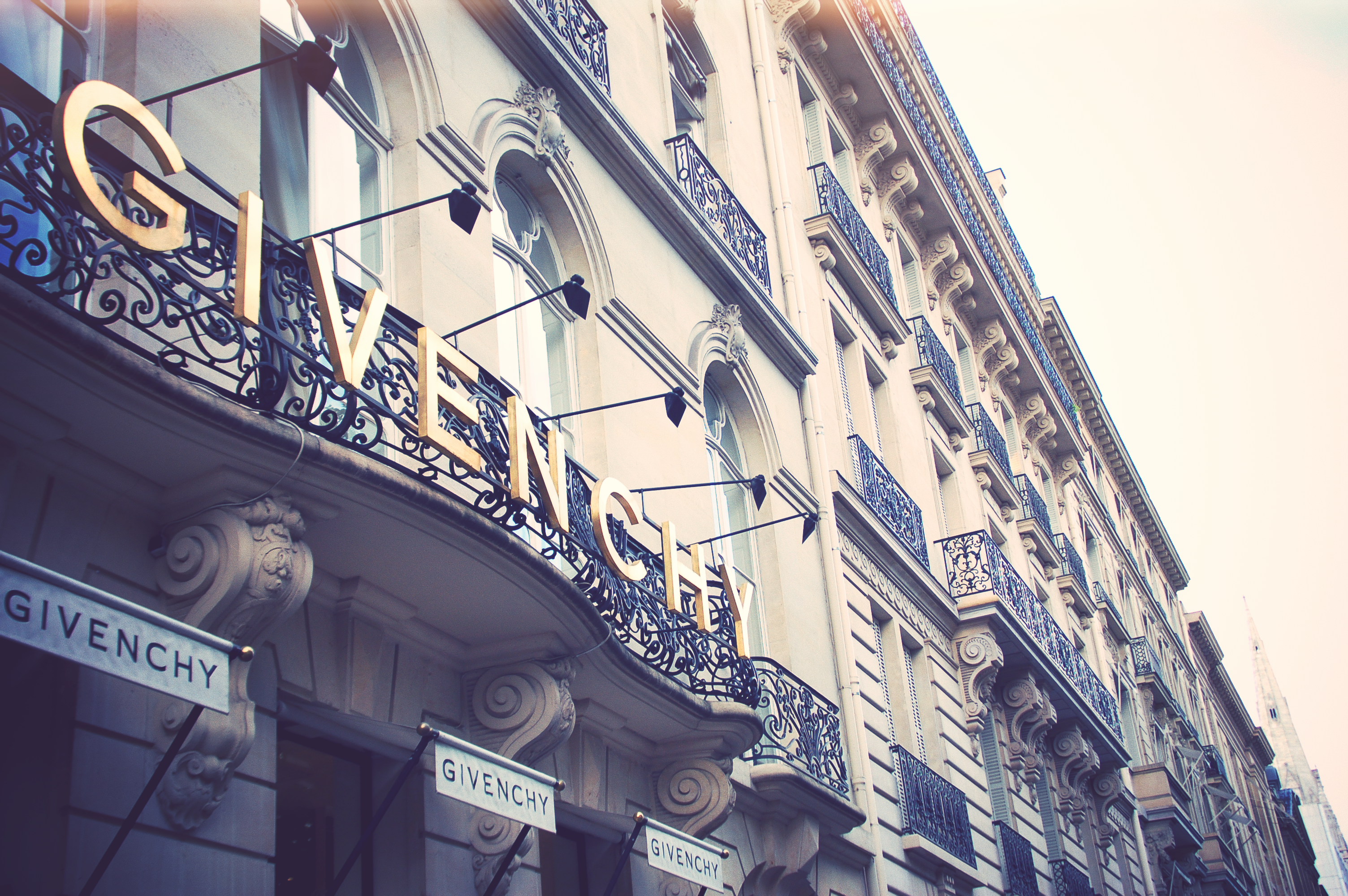
Модный дом Givenchy.

Создавать коллекции под маркой Givenchy был приглашён начинающий модельер Александр Маккуин — он возглавлял ателье с октября 1996 до начала 2001 года. Его первая коллекция была признана провальной, несколько последующих также подвергались серьёзной критике. Наиболее известной его работой того периода стал показ в 1998 году коллекции «весна-лето 1999», во время которого манекенщица Шалом Харлоу, стоя на вращающемся диске пола, продемонстрировала белое многослойное платье, которое затем на глазах у публики два робота-пульверизатора «раскрасили» в чёрный и жёлтый цвета. Последний показ Маккуина для дома Givenchy также был провокационным: публика была вынуждена смотреть на собственное отражение в зеркальной стене, когда спустя час в зале погас свет, стена оказалась огромным подсвеченным изнутри «аквариумом», который наполняли манекенщицы, разглядывающие через стекло публику; в центре на софе из рогов возлежала полностью обнажённая писательница Мишель Олли с лицом, закрытым маской, изображавшей инопланетянина, напоминающего магистра Йоду из «Звёздных войн».       
После того, как закончился контракт с Маккуином, в марте 2001 года линия женской одежды была поручена молодому модельеру Жюльену Макдональду.
В 2005 году художественное руководство линией женской одежды было передано другому молодому дизайнеру одежды — итальянцу Рикардо Тиши, который сначала возглавил направления Haute Couture и Ready-to-Wear — подразделения Givenchy Femme, а затем стал заниматься в том числе разработкой мужской одежды и аксессуаров.  В мае 2008 года он стал ответственным также за выпуск мужских коллекций. В 2009 году Риккардо Тиши приступил к разработке первой недорогой линии модного дома — Givenchy Redux. В 2011 году под его руководством был презентован новый аромат от Givenchy — Dahlia Noir.
Наряды от Givenchy носили многие знаменитости на красной дорожке, в том числе актриса, Руни Мара на церемонии вручения премии Оскар в 2012 году. Givenchy разрабатывал концертные костюмы Мадонны для ее тура Sticky & Sweet. Среди других известных поклонников Givenchy — императрица Фара Пехлеви, а также семьи Гиннессов, Гримальди, Ротшильдов и Кеннеди. Жаклин Кеннеди надевала костюм от Givenchy на похоронах Джона Кеннеди.
Бренд Givenchy привлекал многих других знаменитостей, в том числе таких, как Лорен Бэколл, Бейб Пейли, Майкл Норман, Грета Гарбо, Элизабет Тейлор, Марлен Дитрих, Жаклин Кеннеди-Онассис и принцесса Монако Грейс.
В феврале 2017 года Риккардо Тиши объявил о своем уходе из Givenchy.
2 мая 2017 года было объявлено, что художественное руководство модным домом переходит к Клэр Уэйт Келлер — первой женщине в Givenchy на этом посту. Кроме создания коллекций от-кутюр и прет-а-порте, Келлер также ответственна за линии мужской одежды и аксессуаров. 
19 мая 2018 года Меган Маркл вышла замуж за принца Гарри в платье от «Живанши», созданном Келлер. На изготовление пятиметровой фаты из шёлковой органзы, расшитой цветочным узором, представляющим все 53 страны Содружества наций, потребовалось несколько сотен часов ручного труда.
В мае 2019 года Givenchy подтвердил, что певица, автор песен, актриса, модель и музыкальный продюсер Ариана Гранде станет новым лицом осенне-зимней кампании, которая была представлена в июле этого же года.
15 июня 2020 года дом Givenchy объявил, что Мэтью Уильямс займет пост креативного директора. Он будет разрабатывать как мужскую, так и женскую одежду.
9 сентября 2024 года креативным директором Givenchy была назначена Сара Бертон. Первую коллекцию в этой роли она представит в марте 2025 года в рамках парижской недели моды.

## Парфюмерия
За свою многолетнюю историю модный дом Givenchy выпустил под своим именем более 100 ароматов для женщин, среди которых были Le De Givenchy и L`Interdit(1957), Ysatis (1984), Amarige (1991), Organza (1996), Ange ou Demon (2006), Live Irrésistible (2015) и многие другие. Первым парфюмом для мужчин стал аромат Monsieur de Givenchy, появившийся в 1959 году. В 1986 году был выпущен аромат Xeryus.